# Wojciech Krupa
Wojciech Jerzy Krupa (ur. 7 kwietnia 1965 w Kłodzku) – pułkownik dyplomowany pilot Wojska Polskiego.

## Życiorys
W 1984 r., po ukończeniu Liceum Lotniczego w Zielonej Górze, rozpoczął studia w Wyższej Oficerskiej Szkole Lotniczej w Dęblinie, którą ukończył w 1988 r.
Służył w 2 eskadrze 11 Pułku Lotnictwa Myśliwskiego w Mierzęcicach, jako starszy pilot, a później dowódca klucza. W latach 1992–1994 studiował w Akademii Obrony Narodowej w Warszawie, po czym objął stanowisko szefa rozpoznania 1 eskadry 11 plm we Wrocławiu. W 1995 został dowódcą eskadry w 11 plm, a od 1996 roku był zastępcą dowódcy 11 plm ds. szkolenia.
Od 1997 r. służył w 3 Pułku Lotnictwa Myśliwskiego „Poznań”, jako zastępca dowódcy ds. liniowych. W roku 2001 został dowódcą 3 eskadry lotnictwa taktycznego. W 2002 r. został szefem szkolenia 2 Brygady Lotnictwa Taktycznego w Poznaniu. Od 29 marca 2004 do 2 października 2006 dowodził 31 Bazą Lotniczą w Poznaniu. 2 lutego 2007 roku przeniesiony do rezerwy. 
Pod koniec lat 90. został współzałożycielem lotniczej Grupu Akrobacyjnej Żelazny, w której ma funkcję prowadzącego.

## Odznaczenia
- Srebrny Krzyż Zasługi – 15 lipca 1997[3]
- Złoty Krzyż Zasługi – 22 lipca 2005[4]